# Alerheim
Alerheim település Németországban, azon belül Bajorországban. Lakosainak száma 1754 fő (2023. december 31.). . Nördlingen városától délkeletre fekszik.

## Történelem
1645. augusztus 3-án, a harmincéves háború utolsó szakaszában a község körül vívták meg az alerheimi csatát, amelynek során a Francia Királyság és német protestáns szövetségesei vereséget mértek a Német-római Birodalom és Bajorország egyesített erőire. Az ütközetet „második nördlingeni csatának” is nevezik, utalva az 1634-es első nördlingeni csatára, mely szintén e hely környékén zajlott le.

## Népesség
A település népessége az elmúlt években az alábbi módon változott:
| Lakosok száma | 727  | 984  | 1455 | 1631 | 1578 | 1602 | 1638 | 1637 | 1673 | 1754 |
|               | 1875 | 1950 | 1970 | 2011 | 2013 | 2014 | 2016 | 2019 | 2021 | 2023 |